# Marie Samary
Pour les articles homonymes, voir Samary.
Marie Samary, née le 25 avril 1848 dans l'ancien 2e arrondissement de Paris et morte le 22 juin 1941 dans le 8e arrondissement de Paris, est une actrice de théâtre française.

## Biographie
Elle a travaillé pour de nombreux théâtres dont le Théâtre du Vaudeville, le Théâtre du Gymnase, le Théâtre de l'Odéon et le Théâtre de l'Ambigu. 
Elle a inspiré plusieurs artistes dont Jules Bastien-Lepage et Sacha Guitry

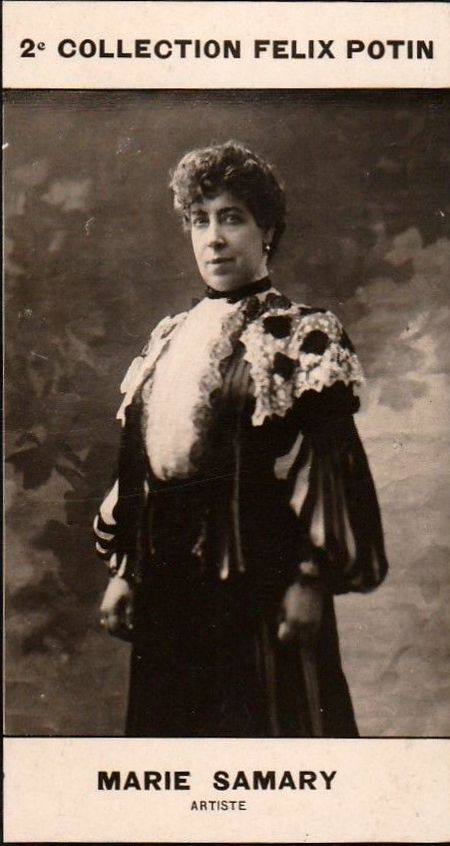
Marie Samary vers 1909

Elle est la petite-fille d'Augustine-Suzanne Brohan, la sœur de Henry Samary et de Jeanne Samary et de son mariage avec Paul Esquier à Paris le 23 juin 1870, la mère de Charles Esquier.

## Théâtre
- Hélène, de Paul Delair, Théâtre du Vaudeville, 15 septembre 1891 : Marguerite
- Les Jobards, d'Albert Guinon et Maurice Denier, Théâtre du Vaudeville, 5 novembre 1891 : Mme Bonardel
- Le partage, d'Albert Guinon, Théâtre du Vaudeville, 28 octobre 1897 : Madame Talvande
- La robe rouge, d'Eugène Brieux, Théâtre de la Porte-Saint-Martin, 28 septembre 1912 : Madame Vagret